# Isaac Kirwa
Isaac Kirwa Yego (* 23. November 1994) ist ein kenianischer Dreispringer, der auch im Weitsprung an den Start geht.

## Sportliche Laufbahn
Erste internationale Erfahrungen sammelte Isaac Kirwa 2012 bei den Juniorenweltmeisterschaften in Barcelona, bei denen er mit 15,72 m im Dreisprung in der Qualifikation ausschied. 2014 nahm er an den Commonwealth Games in Glasgow teil, brachte dort aber in der Dreisprungqualifikation keinen gültigen Versuch zustande. 2018 belegte er bei den Afrikameisterschaften in Asaba mit 15,93 m den neunten Platz und im Jahr darauf nahm er erstmals an den Afrikaspielen in Rabat teil und belegte dort mit 7,68 m im Weitsprung den fünften Platz, während er im Dreisprung mit 15,63 m auf Rang neun gelangte. 2022 belegte er bei den Afrikameisterschaften in Port Louis mit 7,37 m den siebten Platz im Weitsprung und gelangte mit 16,11 m auf Rang sechs im Dreisprung. Zudem kam er im Vorlauf der 4-mal-400-Meter-Staffel zum Einsatz und verhalf dem Team zum Finaleinzug. 2024 wurde er bei den Afrikameisterschaften in Douala mit 15,23 m 13. im Dreisprung.
2018 wurde Kirwa kenianischer Meister im Dreisprung.

## Persönliche Bestleistungen
- Weitsprung: 7,81 m (−1,0 m/s), 21. Juni 2018 in Nairobi
- Dreisprung: 16,67 m (0,0 m/s), 5. März 2024 in  Nairobi